# Петропулакис, Димитриос
Димитриос Петропулакис (греч.  Δημήτριος Πετροπουλάκης 1800 - 1870) — греческий военный, родоначальник семьи известных офицеров и политиков Греции XIX-XX веков. 
Участник Освободительной войны Греции 1821-1829 годов, один из самых известных военачальников Критского восстания 1866 – 1869 годов.

## Семья – молодость
Димитриос Петропулакис родился в 1800 году селе Рахи, округа Гитион, полуостров Мани. 
В период османского господства Мани была одной из греческих вольниц и маниаты с оружием в руках отстаивали свою свободу. 
Род Петропулакисов упоминается с 1690 года, но его корни вероятно древнее. Это был сильный и многочисленный род, включавший в себя военных и политиков, с большим влиянием в регионе. 
Будучи ещё молодым, Димитриос Петропулакис со своим отрядом принял участие в Освободительной войн Греции 1821-1829 годов, отличившись в боях против вторгшихся на Пелопоннес турецко-египетских войск Ибрагима Паши.

## В Греческом королевстве
После воссоздания греческого государства, при наличии королевских баварских военных соединений и частей регулярной армии, многие ветераны Освободительной войны, будучи офицерами без военного образования, оставались невостребованными в новых условиях. 
Для разрешения этой проблемы, в 1835 году королевские власти создали «Королевскую Фалангу», куда были сведены офицеры – ветераны, которые при номинальной службе получали кое-какое жалованье. 
Димитриос Петропулакис был зачислен в «Королевскую Фалангу», в звании подполковника. 
В 1844 году он баллотировался в Греческий парламент, но не прошёл. 
Он вновь баллотировался на парламентских выборах 1850 года и стал депутатом парламента от Мани.

## В период Крымской войны
С началом Крымской войны, Греческое королевство, поощряемое в своих ирредентистских планах неопределёнными обещаниями и заверениями российских официальных лиц, вело негласные военные действия против турок на остававшихся под османским контролем территориях Фессалии, Эпира и Македонии
В январе 1854 года отряд Н. Леотсакоса вступил в Фессалию и в первом же сражении на равнине Кардицы разбил отряд осман в 500 солдат.
После чего, 1 марта через границу прошёл 60-летний ветеран Освободительной войны 1821—1829 годов генерал-майор Х. Хадзипетрос. В первом сражении у Лутра, Хадзипетрос одержал победу. Возглавив отряд в 700 бойцов, Хадзипетрос занял позицию у города Каламбака. Против него двинулся Селим-паша из города Трикала, во главе 3 тысяч солдат. Не сумев взять позиции повстанцев приступом, Селим приступил к осаде. 
Хадзипетрос призвал под свои знамёна ветеранов и к нему стали прибывать добровольцы. Среди офицеров ветеранов историография отмечает Кирьякоса и Д. Петропулакиса, прибывшего со своим сыном, молодым лейтенантом Леонидасом Петропулакисом и со своими братьями Георгием и Анастасием, и многими земляками маниатами.
Прибытие добровольцев позволило Хадзипетросу окружить осаждавших его турок. Попытка осман (египтян) из города Волос помочь Селиму была отбита. Селим постарался разрешить создавшееся положение атакой 9 мая, в результате которой османы потеряли 500 солдат убитыми и 1 тысячу раненными. Ночью турки попытались незаметно выскользнуть, но были обнаружены. Потеряв около 1 тысячи в бою и при переправе через реку Пеней, Селим вернулся в Трикала с 1500 солдат из первоначальных 3 тысяч. В своём приказе Хадзипетрос говорит о «победе над 6 тыс. осман, о захваченных 5 орудиях, 90 шатров, 600 ружей, 3-х знамёнах» и т. д.. 
В сражении у Каламбака Д. Петропулакис был ранен. 
Однако под давлением западноевропейских держав и в особенности после того как 13 мая 1854 года французские военные корабли вошли в Пирей и высадили 2 тысячи солдат под командованием Форе, а затем британский полк, греческий король Оттон провозгласил 14 мая нейтралитет Греции в «Восточной войне» и прекращение деятельности партизанских отрядов. 
Из Афин начали поступать приказы о свёртывании восстания и отзыве офицеров. Хадзипетрос отказывался исполнять приказы, отвечая что под его командованием 6 тысяч повстанцев, сознательно завышая цифры, и что он принял решение умереть за Отечество, но в конечном итоге подчинился.

## После 1862 года
После антимонархической революции 1862 года, Д. Петропулакис, охарактеризованный как сторонник короля Оттона, был гоним Временным правительством. 
К тому же Временное правительство учитывало, что его сын, Леонидас, был не только повинен в подавлении антимонархистского восстания молодёжи города Нафплион в 1860 года, но продолжал удерживать родное село с тысячей вооружённых родственников и земляков, заявляя о своей верности низложенному монарху. 
Во избежание антиправительственных действий, Димитрису Петропулакису было приказано покинуть Лаконию, где кроме клана Петропулакисов и земляков-маниотов, находился основной контингент его избирателей.

## Критское восстание 1866 – 1869 годов
Православное греческое население острова Крит приняло участие в Освободительной войне 1821 -1829 годов, но по окончании войны осталось вне границ возрождённого греческого государства, что стало причиной длинной череды последовавших Критских восстаний. 
Особо большой размах получило восстание начавшееся в 1866 года, после чего на Крит, невзирая на морскую блокаду установленную вокруг острова османским флотом, стали прибывать добровольцы из Греческого королевства. 

### Участие Д. Петропулакиса в восстании на его начальном этапе
Согласно писателю П. Превелакису, в этот период 66-летний Д. Петропулакис был седым, высоким и сухощавым ветераном. Когда он говорил, его грудь сотрясалась от старых ран. 
Когда же он заявлял «клянусь своими ранами», согласно Превелакису «хотелось встать перед ним на колени». 
С началом очередного восстания на Крите, Д. Петропулакис развернул на площади родного села знамя, на одной стороне которого были изображены Ликург и Леонид, на другой стороне была вышита древняя спартанская фраза Со щитом или на щите. 
Ему удалось вовлечь в свой добровольческий отряд не только членов своего клана и земляков, но до 700-800 человек со всей Лаконии. 
Во главе своего отряда он прибыл на Крит в декабре 1866 года, ритуально встал на колени и поцеловал землю острова, под залпы радости повстанцев. 
Прибытие отряда спартанцев Д. Петропулакиса придало новый импульс восстанию в епархиях Ретимнон и Ираклион. Седоволосому ветерану и (номинально) офицеру греческой армии также удалось скоординировать действия разрозненных повстанческих отрядов. 
В ставке Д. Петропулакиса в монастыре Халепа собрались также иностранные добровольцы – филэллины, среди которых был и французский революционер Гюстав Флуранс. 
В мае 1867 года отряд 150 маниатов, ведомых его племянником и тёзкой, Димитрисом Петропулакисом, принял участие в большом сражении на Плато Ласити. Сражение завершилось большой победой повстанцев (до 2 тысяч убитых турок), но в бою погиб и Димитрис Петропулакис (младший). 
Однако сам Димитрис Петропулакис вступил в конфликт с полковником П. Коронеосом, бывшим одним из командиров Греческого легиона русской армии в годы Крымской войны, что стало одной из причин отбытия Д. Петропулакиса с острова летом 1867 года.

### На завершающем этапе восстания
К ноябрю 1868 года восстание на Крите переживало свой критический период, население голодало, сёла были разрушены, но европейская дипломатия оставалась приверженной догме незыблемости Османской империи. 
Правительство Д. Вулгариса, находясь под давлением общественного мнения с одной стороны, но и великих держав с другой стороны, и не зная что ему делать, обратилось к Д. Петропулакису, с тем чтобы он доставил «тайком» на остров 1 тысячу ружей, боеприпасы и продовольствие. 
Петропулакис вновь мобилизовал своих земляков и добровольцев из Пирея. 
В новый отряд Д. Петропулакиса вступили его брат Анастасий, сын Леонид, и внуки Георгий и Спиридон – три поколения Петропулакисов. Более того, Георгий, который в звании младшего лейтенанта служил в армии, для отвода глаз перед иностранными дипломатами, инсценировал дезертирство из своей части и кражу двух орудий. 
Современный английский историк Д. Дакин, в своей работе «Объединение Греции 1770-1923» пишет, что демонстративное отбытие 7/19 ноября 1868 года на Крит 200 добровольцев возглавляемых Д. Петропулакисом вызвало демарши османского правительства, требования отозвать добровольцев и вовлечение в дипломатический кризис Великих держав :184. 
Однако в действительности «легендарный пароход» «Энозис», с оружием и припасами, и новым отрядом Д. Петропулакиса на борту, отбыл 25 ноября из родного для Петропулакисов Гитиона.
Капитан Н. Сурмелис и его экипаж сумели прорвать блокаду османского флота, в этом, как оказалось впоследствии, последнем рейсе парохода. 
Оружие и припасы были выгружены, отряд добровольцев Д. Петропулакиса высадился.
Но обстановка на острове была намного хуже по сравнению с предыдущим годом. 
Отряд Петропулакиса блуждал от Милопотамоса к Амари, затем к Агиос Василис, но турки, будучи хорошо информированы и перекрыв все перевалы, преследовали отряд. 
8 декабря, на пути к Трахилос и Киссос и под проливным дождём, отряд был блокирован четырьмя турецкими соединениями («четыре Паши») и принял бой. 
В помощь блокированному отряду Д. Петропулакиса успели включиться немногочисленные критские повстанцы оказавшиеся поблизости и немногие добровольцы из Греческого королевства, остававшиеся в регионе под командованием Мицаса, Зикаса и Ксантудакиса. 
Неравный бой длился 3 часа. Отряд Д. Петропулакиса был по сути разгромлен – до 200 убитых и пленных. В числе последних был и тяжело раненный Д. Петропулакис. 
Прорвавшиеся из турецкого кольца дошли до села Каликратис в Сфакия. 
Через 140 лет, 5 декабря 2004 года, на территории Монастыря Святого Духа, недалеко от места этого боя. был официально открыт памятник с надписью «Двумстам лаконийцев, критян и румелиотов, которые сражаясь за Свободу Крита, под командованием Димитриоса Петропулакиса, пали здесь 8 декабря 1868 года, этот памятник с благодарностью посвящаем».

## После Крита
В числе мер по замирению острова предпринятых дипломатами Великих держав, было и освобождение Д. Петропулакиса. 
После своего освобождения, в 1870 году, Д. Петропулакису было присвоено звание полковника. 
Он умер в Афинах в том же, 1870, году. 
Начало освобождению Крита положило восстание 1897 года.